# Synnøve Thoresen
Pour les articles homonymes, voir Thoresen.
Synnøve Thoresen, née le 6 mai 1966, est une biathlète norvégienne.

## Carrière
Elle est médaillée d'argent par équipes aux Championnats du monde de biathlon 1989 et médaillée de bronze par équipes aux Championnats du monde de biathlon 1991.
Dans la Coupe du monde, elle monte sur deux podiums individuels, gagnant en 1988 le sprint de Keuruu et terminant troisième lors de la saison suivante, au sprint de Steinkjer.
Elle prolonge sa carrière sportive jusqu'en 1992.

## Palmarès

### Championnats du monde
- Championnats du monde 1989
  -  Médaille d'argent de la course par équipes.
- Championnats du monde 1991
  -  Médaille de bronze de la course par équipes.

### Coupe du monde
- Meilleur classement général : 11e en 1989[1].
- 2 podiums individuels : 1 victoire et 1 troisième place.
- 1 victoire en relais.